# Restaurant cantonès

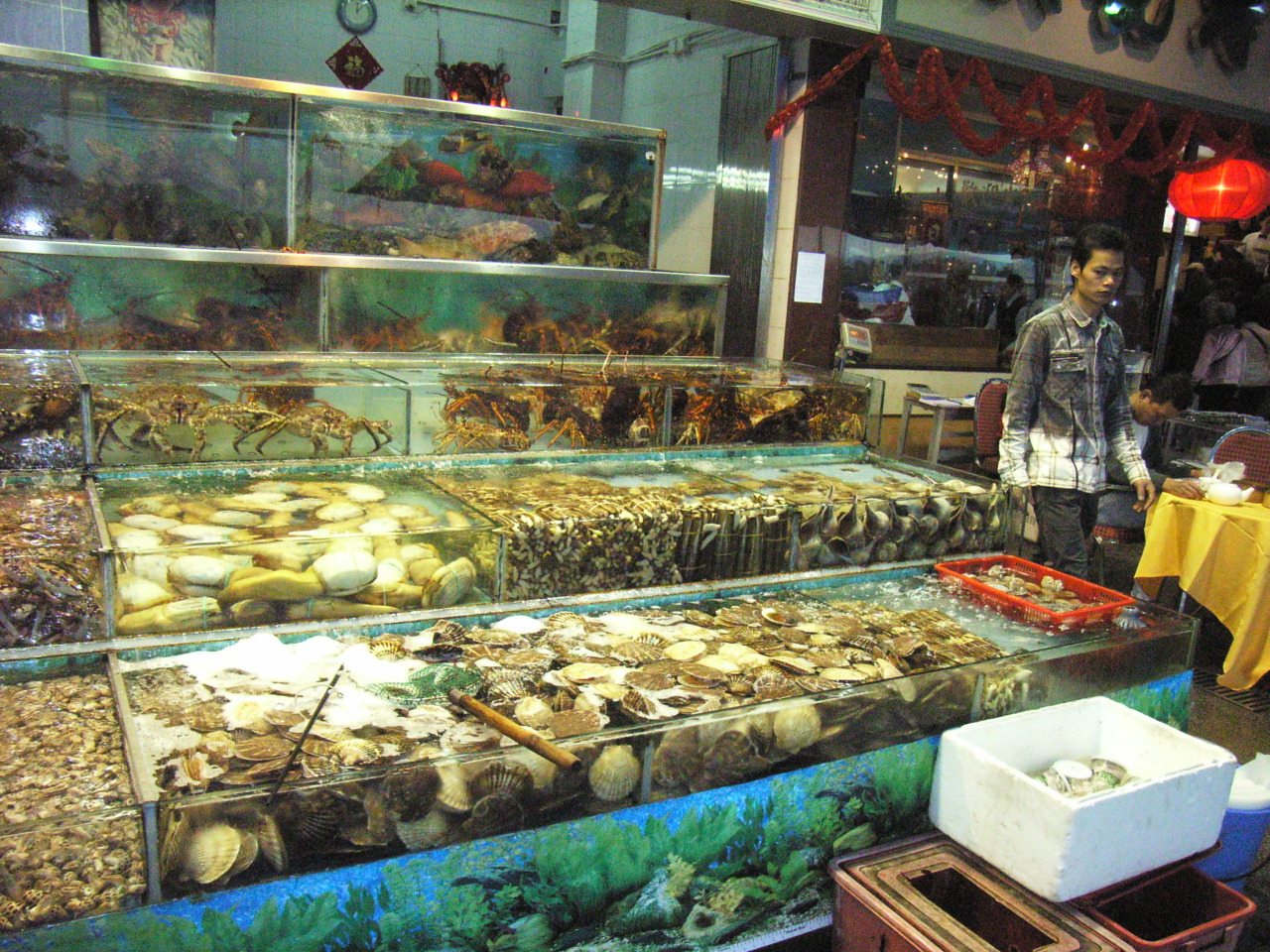
Un restaurant de marisc a Sai Kung, Hong Kong.

Un restaurant cantonès és un tipus de restaurant de cuina xinesa de la província de Canton. Aquest tipus de restaurants es coneixen com a chaa lau (茶楼), jiau lau (酒楼) o marisc jau ga (海鲜 酒家) en xinès. És freqüent a Hong Kong i, atès que molts xefs cantonesos van emigrar de Hong Kong a Occident, molts dels autèntics restaurants cantonesos es troben en gran quantitat de Chinatowns (barris xinesos). Els nous restaurants de fora de la Xina es denominen a vegades restaurants d'estil jiau lau de Hong Kong (香港 式 酒楼) fora de Hong Kong.
Per regla general, en aquests restaurants, se serveix Yum cha i dim sum i s'hi poden trobar diversos tipus de plats amb arròs, fideus, Siu mei, etc. A la tarda se celebren banquets de cuina cantonesa. Alguns restaurants tendeixen a ser més especialitzats i ofereixen hot pot o mariscs mentre que d'altres proporcionen plats de cuina xinesa procedent de Sichuan, Xangai, Teochew, hakka, Shuntak i altres llocs.
Hi ha dos tipus principals de restaurants cantonesos:
- Chaa lau (茶楼), lit. casa del te, és un lloc on se serveix només te i dim sum. Existeixen des d'abans de la dinastia Qing.
- Jiau lau (酒楼), lit. casa del vi, és un lloc on es realitzen banquets. Des de començaments del segle xx, els Jiau lau serveixen te i dim sum com feien tradicionalment els Chaa lau.

Restaurants notables d'aquesta cuina són Lin Heung (莲香 楼), Lung Mun (龙门 大 酒楼) i Maxim's (美 心 大 酒楼).